# Cissus aristolochiifolia
Cissus aristolochiifolia är en vinväxtart som beskrevs av Jules Émile Planchon. Cissus aristolochiifolia ingår i släktet Cissus och familjen vinväxter. Inga underarter finns listade i Catalogue of Life.